# Diebougou Airport
Diebougou Airport är en flygplats i Burkina Faso. Den ligger i den sydvästra delen av landet, 240 km sydväst om huvudstaden Ouagadougou. Diebougou Airport ligger 288 meter över havet.
Terrängen runt Diebougou Airport är platt. Närmaste större samhälle är Diébougou, 1,3 km norr om Diebougou Airport.
Omgivningarna runt Diebougou Airport är huvudsakligen savann. Runt Diebougou Airport är det ganska tätbefolkat, med 54 invånare per kvadratkilometer.